# Chalkotheke
Een chalkotheke (van het Griekse χάλκεος, "erts") was in de Griekse oudheid de plaats waar bij of in een tempel de metalen wijgeschenken werden bewaard.